# Kirche Groß Engelau
Die Kirche in Groß Engelau war ein chorloser Backsteinbau vom Ende des 14. Jahrhunderts. Bis 1945 diente sie als evangelisches Gotteshaus im ostpreußischen Groß Engelau. Erhalten ist eine hintere Ecke der Ruine des aus dem 15. Jahrhundert stammenden Turms, die inmitten eines Truppenübungsplatzes weithin sichtbar ist.

## Geographische Lage
Die Ortsstelle des inzwischen untergegangenen Dorfes Groß Engelau, ab 1947 russisch „Demjanowka“ genannt, liegt heute im Gebiet der Stadtgemeinde Prawdinsk (Friedland (Ostpreußen)), von dessen Zentrum es zehn Kilometer in nordöstlicher Richtung entfernt ist. Bis 1945 gehörte Groß Engelau zum Kreis Wehlau im Regierungsbezirk Königsberg der preußischen Provinz Ostpreußen, der heute russischen Oblast Kaliningrad (Gebiet Königsberg (Preußen)).
Das Dorf Groß Engelau lag an der heute durch militärisches Sperrgebiet führenden Nebenstraße, die Druschba (Allenburg) an der russischen Fernstraße R 514 (einstige deutsche Reichsstraße 142) mit Klein Engelau (russisch: Pawenkowo) und Friedrichsdorf (Salskoje, beide Orte sind erloschen) verbindet. Allenburg war vor 1945 die nächste Bahnstation an der Bahnstrecke von Wehlau (Snamensk) nach Friedland (Prawdinsk) und weiter bis Heilsberg (heute polnisch: Lidzbark Warmiński).
Die Kirchturmruine ist das einzig verbliebene Gebäude Groß Engelaus und liegt weithin sichtbar im Bereich eines Militärgebietes. Von der Umgebung des ursprünglichen Standortes am östlichen Dorfanger ist nichts mehr zu erkennen.

## Kirchengebäude
Das aus Backsteinen erstellte Kirchengebäude stammte aus dem zu Ende gehenden 14. Jahrhundert und war ohne Chor. Der im 15. Jahrhundert vorgelegte Westturm wies – ebenso wie der östliche Langhausabschluss – ansehnliche Staffelgiebel auf. Die gesamte alte Kirchenausstattung mit ihrem bemerkenswerten Kanzelaltar sowie die von Georg Sigismund Caspari im Jahr 1730 errichtete Orgel ging verloren, als die Kirche im Kriegsjahr 1914 bis auf die Grundmauern vernichtet wurde. Mit großem Aufwand wurde das Gebäude nach dem Ersten Weltkrieg wiederhergestellt. In den Kämpfen des Zweiten Weltkrieges kam es erneut zu massiven Beschädigungen. Die Turmruine mit erhaltenem bemerkenswertem Spitzbogenportal steht heute in einem Militärgelände und wurde in den 1990er Jahren gesichert. Doch konnten diese Maßnahmen nicht verhindern, dass – deutliche Spuren hinterlassend – Mauersteine aus den Wänden herausgebrochen wurden. Nach Beschuss ist die Turmruine in sich zusammengestürzt, im August 2014 ragt nurmehr eine hintere Ecke empor.

## Kirchengemeinde
Groß Engelau war bereits in vorreformatorischer Zeit ein Kirchdorf. Vor 1612 und zwischen 1808 und 1908 war Groß Engelau mit der Kirche Klein Schönau (heute russisch: Oktjabrskoje) verbunden. Danach war sie bis 1945 in den Kirchenkreis Wehlau (Snamensk) in der Kirchenprovinz Ostpreußen der Kirche der Altpreußischen Union eingebunden.
Zu dem seit der Reformation evangelischen Kirchspiel Groß Engelau gehörte ein weitflächiges Areal mit 18 Orten und Ortschaften. Bei der Volkszählung 1925 zählte die Pfarrei 2.022 Gemeindeglieder.

### Kirchspielorte
Zu den 18 Kirchspielorten gehörten (* = Schulorte):
| Name            | Russischer Name |  | Name           | Russischer Name |  | Name             | Russischer Name |
| --------------- | --------------- |  | -------------- | --------------- |  | ---------------- | --------------- |
| Albrechtshausen |                 |  | *Hanswalde     | Alexejewka      |  | *Klein Engelau   | Pawenkowo       |
| Engelshöhe      | Iljitschjowo    |  | Hanswalderthal |                 |  | Klein Sechshuben |                 |
| *Friedrichsdorf | Salskoje        |  | Idashof        |                 |  | Klein Steinwalde |                 |
| *Groß Engelau   | Demjanowka      |  | Jägersdorf     | Belaja Poljana  |  | Kühnbruch        |                 |
| Groß Sechshuben |                 |  | Kampenbruch    |                 |  | Luxhausen        | Serowo          |
| *Gundau         | Ossipenko       |  | Kipitten       | Cholmogorje     |  | Steinwalde       |                 |

Von den Kirchspielorten existiert heute nur noch Kipitten (Cholmogorje).

### Pfarrer (bis 1945)
Bis 1612 versah der Pfarrer von Klein Schönau die Kirche Groß Engelau, ebenso zwischen 1808 und 1908. Im Übrigen amtierten hier bis 1945 als evangelische Geistliche:
| - Conrad Tilemann, 1612–1625 - Johann Thomä, 1625–1637 - Michael Reimann, 1637–1641 - Georg Nebius, 1641–1683 - Georg Bliesner, 1683–1739 | - Matthias Tobias Montanus, 1739–1763 - Christian Meiser, 1756–1804 - Carl Gottlieb Huwe, 1805–1807 - Georg Bork, 1908–1937 - Gerhard Plehn, 1937–1945 |